# Danio quangbinhensis
Danio quangbinhensis är en fiskart som först beskrevs av Nguyen, Le och Nguyen, 1999.  Danio quangbinhensis ingår i släktet Danio och familjen karpfiskar. IUCN kategoriserar arten globalt som otillräckligt studerad. Inga underarter finns listade i Catalogue of Life.
Denna karpfisk förekommer i floder i Phong Nha-Ke Bang nationalpark samt i angränsande regioner i centrala Vietnam. Den handlas som akvariefisk.